# Cupidesthes orientalis
Cupidesthes orientalis är en fjärilsart som beskrevs av Henry Stempffer 1962. Cupidesthes orientalis ingår i släktet Cupidesthes och familjen juvelvingar. Inga underarter finns listade i Catalogue of Life.